# Sketches on Standards
| Recensione | Giudizio |
| ---------- | -------- |
| AllMusic   |          |

Sketches on Standards è un album del caporchestra e pianista jazz statunitense Stan Kenton, pubblicato dalla casa discografica Capitol Records nell'aprile del 1953 (circa nello stesso periodo dell'album precedente: New Concepts of Artistry in Rhythm).
La ristampa dell'album (Capitol Records, T-426), pubblicato nel gennaio del 1956, comprendeva quattro brani aggiuntivi.

## Tracce

### LP (Capitol Records, H-426)
Lato A
1. Sophisticated Lady – 3:14 (testo: Irving Mills, Mitchell Parish – musica: Duke Ellington) – Registrato il 28 gennaio 1953 al Capitol Studios di Hollywood, California
2. Begin the Beguine – 3:01 (musica: Cole Porter) – Registrato il 30 gennaio 1953 al Capitol Studios di Hollywood, California
3. Lover Man Oh, Where Can You Be? – 2:47 (testo: Ram Ramirez, James Sherman – musica: Jimmy Davis) – Registrato il 28 gennaio 1953 al Capitol Studios di Hollywood, California
4. Pennies from Heaven – 2:56 (testo: Johnny Burke – musica: Arthur Johnston) – Registrato il 28 gennaio 1953 al Capitol Studios di Hollywood, California

Lato B
1. Over the Rainbow – 3:01 (testo: Yip Harburg – musica: Harold Arlen) – Registrato il 28 gennaio 1953 al Capitol Studios di Hollywood, California
2. Fascinating Rhythm – 2:42 (testo: Ira Gershwin – musica: George Gershwin) – Registrato il 30 gennaio 1953 al Capitol Studios di Hollywood, California
3. There's a Small Hotel – 2:41 (testo: Lorenz Hart – musica: Richard Rodgers) – Registrato il 28 gennaio 1953 al Capitol Studios di Hollywood, California
4. Shadow Waltz – 2:32 (testo: Al Dubin – musica: Harry Warren) – Registrato il 30 gennaio 1953 al Capitol Studios di Hollywood, California

### LP (Capitol Records, T-426)
Lato A
1. Sophisticated Lady – 3:14 (testo: Irving Mills, Mitchell Parish – musica: Duke Ellington)
2. Begin the Beguine – 3:01 (musica: Cole Porter)
3. Lover Man Oh, Where Can You Be? – 2:47 (testo: Ram Ramirez, James Sherman – musica: Jimmy Davis)
4. Pennies from Heaven – 2:56 (testo: Johnny Burke – musica: Arthur Johnston)
5. Dark Eyes – 2:12 (musica: Tradizionale; arrangiamento di Stan Kenton) – Registrato il 25 gennaio 1955 al Capitol Studios di Hollywood, California
6. Don't Take Your Love from Me – 3:14 (musica: Henry Nemo) – Registrato il 31 marzo 1954 al Capitol Studios di Hollywood, California

Lato B
1. Over the Rainbow – 3:01 (testo: Yip Harburg – musica: Harold Arlen)
2. Fascinating Rhythm – 2:42 (testo: Ira Gershwin – musica: George Gershwin)
3. There's a Small Hotel – 2:41 (testo: Lorenz Hart – musica: Richard Rodgers)
4. Shadow Waltz – 2:32 (testo: Al Dubin – musica: Harry Warren)
5. More Love Than Your Love – 2:33 (testo: Dorothy Fields – musica: Arthur Schwartz) – Registrato il 31 marzo 1954 al Capitol Studios di Hollywood, California
6. Malaguena – 2:31 (musica: Ernesto Lecuona) – Registrato il 25 gennaio 1955 al Capitol Studios di Hollywood, California

### CD
Edizione CD del 2002, pubblicato dalla Capitol Jazz (724353407025)
1. Sophisticated Lady – 3:14 (testo: Irving Mills, Mitchell Parish – musica: Duke Ellington)
2. Begin the Beguine – 3:01 (musica: Cole Porter)
3. Lover Man – 2:47 (testo: Ram Ramirez, James Sherman – musica: Jimmy Davis)
4. Pennies from Heaven – 2:56 (testo: Johnny Burke – musica: Arthur Johnston)
5. Over the Rainbow – 3:01 (testo: Yip Harburg – musica: Harold Arlen)
6. Fascinating Rhythm – 2:42 (testo: Ira Gershwin – musica: George Gershwin)
7. There's a Small Hotel – 2:41 (testo: Lorenz Hart – musica: Richard Rodgers)
8. Shadow Waltz – 2:32 (testo: Al Dubin – musica: Harry Warren)
9. Harlem Nocturne – 3:06 (musica: Earle Hagen) – Traccia bonus -  Registrato il 22 gennaio 1953 al Capitol Studios di Hollywood, California
10. Stella by Starlight – 3:18 (testo: Ned Washington – musica: Victor Young) – Traccia bonus - Registrato il 28 gennaio 1953 al Capitol Studios di Hollywood, California
11. Dark Eyes – 2:12 (musica: Tradizionale; arrangiamento di Stan Kenton) – Traccia bonus - Registrato il 25 gennaio 1955 al Capitol Studios di Hollywood, California
12. Malagueña – 2:31 (musica: Ernesto Lecuona) – Traccia bonus
13. Spring Is Here – 3:19 (testo: Lorenz Hart – musica: Richard Rodgers) – Traccia bonus -  Registrato l'8 febbraio 1956 al Goldwyn Studios di Hollywood, California
14. I'm Glad There Is You – 4:14 (musica: Jimmy Dorsey, Paul Madeira) – Traccia bonus -  Registrato l'8 febbraio 1956 al Goldwyn Studios di Hollywood, California

## Musicisti
Sophisticated Lady / Over the Rainbow / There's a Small Hotel / Lover Man Oh, Where Can You Be? / Pennies from Heaven / Stella by Starlight
- Stan Kenton – piano, conduttore orchestra
- Lennie Niehaus – arrangiamenti (solo nel brano: Pennies from Heaven)
- Johnny Richards – arrangiamenti (solo nel brano: Stella by Starlight)
- Buddy Childers – tromba
- Maynard Ferguson – tromba
- Conte Candoli – tromba
- Don Dennis – tromba
- Ruben McFall – tromba
- Bob Burgess – trombone
- Bill Russo – trombone, arrangiamenti (eccetto brano: Pennies from Heaven)
- Keith Moon – trombone
- Frank Rosolino – trombone
- George Roberts – trombone basso
- Lee Konitz – sassofono alto
- Vinnie Dean – sassofono alto
- Bill Holman – sassofono tenore
- Richie Kamuca – sassofono tenore
- Bob Gioga – sassofono baritono
- Sal Salvador – chitarra
- Don Bagley – contrabbasso
- Stan Levey – batteria

Begin the Beguine / Fascinating Rhythm / Shadow Waltz
- Stan Kenton – piano, conduttore orchestra
- Stan Kenton – arrangiamenti (brano: Begin the Beguine)
- Buddy Childers – tromba
- Maynard Ferguson – tromba
- Conte Candoli – tromba
- Don Dennis – tromba
- Ruben McFall – tromba
- Bob Burgess – trombone
- Bill Russo – trombone, arrangiamenti (brani: Fascinating Rhythm e Shadow Waltz)
- Keith Moon – trombone
- Frank Rosolino – trombone
- George Roberts – trombone basso
- Lee Konitz – sassofono alto
- Vinnie Dean – sassofono alto
- Bill Holman – sassofono tenore
- Richie Kamuca – sassofono tenore
- Bob Gioga – sassofono baritono
- Sal Salvador – chitarra
- Don Bagley – contrabbasso
- Stan Levey – batteria

Dark Eyes / Malaguena
- Stan Kenton – piano, conduttore orchestra, arrangiamenti
- Bobby Clark – tromba
- Pete Candoli – tromba
- Maynard Ferguson – tromba
- Conte Candoli – tromba
- Don Paladino – tromba
- Bob Fitzpatrick – trombone
- Frank Rosolino – trombone
- Kent Larsen – trombone
- Frank Strong – trombone
- Norman Bartold – trombone basso
- Lennie Niehaus, – sassofono alto
- Charlie Mariano – sassofono alto
- Bob Cooper – sassofono tenore
- Bill Holman – sassofono tenore
- Jimmy Giuffre – sassofono baritono
- Ralph Blaze – chitarra
- Max Bennett – contrabbasso
- Mel Lewis – batteria
- Jack Costanzo – bongos
- Rene Touzet – maracas[4]

Don't Take Your Love from Me / More Love Than Your Love
- Stan Kenton – piano, conduttore orchestra, arrangiamenti
- Buddy Childers – tromba
- Maynard Ferguson – tromba
- Stu Williamson – tromba
- Pete Candoli – tromba
- Don Paladino – tromba
- Bob Fitzpatrick – trombone
- Milt Bernhart – trombone
- Harry Betts – trombone
- John Halliburton – trombone
- George Roberts – trombone basso
- Stan Fletcher – tuba
- Bud Shank – sassofono alto
- Harry Klee – sassofono alto
- Bob Cooper – sassofono tenore
- Bill Holman – sassofono tenore
- Bob Gordon – sassofono baritono
- Laurindo Almeida – chitarra
- Don Bagley – contrabbasso
- Stan Levey – batteria[5]

Harlem Nocturne
- Stan Kenton – piano, conduttore orchestra
- Buddy Childers – tromba
- Maynard Ferguson – tromba
- Conte Candoli – tromba
- Don Dennis – tromba
- Ruben McFall – tromba
- Bob Burgess – trombone
- Bill Russo – trombone, arrangiamenti
- Keith Moon – trombone
- Frank Rosolino – trombone
- George Roberts – trombone basso
- Lee Konitz – sassofono alto
- Vinnie Dean – sassofono alto
- Bill Holman – sassofono tenore
- Richie Kamuca – sassofono tenore
- Bob Gioga – sassofono baritono
- Sal Salvador – chitarra
- Don Bagley – contrabbasso
- Stan Levey – batteria

Stella by Starlight
- Stan Kenton – piano, conduttore orchestra
- Johnny Richards – arrangiamenti
- Buddy Childers – tromba
- Maynard Ferguson – tromba
- Conte Candoli – tromba
- Don Dennis – tromba
- Ruben McFall – tromba
- Bob Burgess – trombone
- Bill Russo – trombone
- Keith Moon – trombone
- Frank Rosolino – trombone
- George Roberts – trombone basso
- Lee Konitz – sassofono alto
- Vinnie Dean – sassofono alto
- Bill Holman – sassofono tenore
- Richie Kamuca – sassofono tenore
- Bob Gioga – sassofono baritono
- Sal Salvador – chitarra
- Don Bagley – contrabbasso
- Stan Levey – batteria[6]

Spring Is Here / I'm Glad There Is You
- Stan Kenton – piano, conduttore orchestra
- Ed Leddy – tromba
- Vinnie Tanno – tromba
- Sam Noto – tromba
- Lee Katzman – tromba
- Phil Gilbert – tromba
- Bob Fitzpatrick – trombone
- Carl Fontana – trombone
- Kent Larsen – trombone
- Don Kelly – trombone basso
- Irving Rosenthal – corno francese
- Fred Fox – corno francese
- Jay McAllister – tuba
- Lennie Niehaus – sassofono alto
- Bill Perkins – sassofono tenore
- Spencer Sinatra – sassofono tenore
- Jack Nimitz – sassofono baritono
- Ralph Blaze  – chitarra
- Curtis Counce – contrabbasso
- Mel Lewis – batteria[7]